# Lee Mu-jin
Lee Mu-jin (en hangul, 이무진; romanización revisada, Lee Mujin) ; nacido el 28 de diciembre de 2000 es un cantautor de Corea del Sur. Saltó a la fama después de aparecer en el programa de audición musical Sing Again en el 2020, en el que terminó en el tercer lugar. Su sencillo de 2021 «Traffic Light», pasó tres semanas en el número uno en CircleDigital Chart de Corea del Sur.

## Vida personal
Lee nació en Goyang, provincia de Gyeonggi, Corea del Sur. Es estudiante en el Instituto de las Artes de Seúl .

## Discografía

### EPs
| Título     | Detalles | Gráfico de picos posiciones | Ventas      |
| Título     | Detalles | COR                         | Ventas      |
| ---------- | --- | --------------------------- | ----------- |
| Room Vol.1 | - Lanzamiento: 23 de junio de 2022 - Discográfica: BPM Entertainment - Formatos: CD, descarga digital, streaming | 32                          | * COR: 1704 |

### Sencillos
| Título                                           | Año  | Posiciones pico en el gráfico | Posiciones pico en el gráfico | Certificaciones | Álbum              |
| Título                                           | Año  | COR                           | COR                           | Certificaciones | Álbum              |
| Título                                           | Año  | Circle                        | Billb.                        | Certificaciones | Álbum              |
| ------------------------------------------------ | ---- | ----------------------------- | ----------------------------- | --------------- | ------------------ |
| «Traffic Light» (신호등)                         | 2021 | 1                             | 1                             | - KMCA: Platino | Sencillo sin álbum |
| «The Assignment Song» (과제곡)                   | 2021 | 100                           | 96                            | —               | Sencillo sin álbum |
| «Scent of the Day» (담아 갈게)                   | 2021 | 72                            | 59                            | —               | Sencillo sin álbum |
| «Fall in Fall» (가을 타나 봐) (original by Vibe) | 2021 | 14                            | 25                            | —               | Sencillo sin álbum |
| «When It Snows» (눈이 오잖아) (featuring Heize)  | 2021 | 6                             | 7                             | —               | Sencillo sin álbum |
| «Reference» (참고사항)                           | 2022 | 65                            |                               | —               | Room Vol.1         |

### Bandas sonoras
| Título                                       | Año  | Posiciones pico en el gráfico | Posiciones pico en el gráfico | Álbum                                      |
| Título                                       | Año  | COR                           | COR                           | Álbum                                      |
| Título                                       | Año  | Circle                        | Billb.                        | Álbum                                      |
| -------------------------------------------- | ---- | ----------------------------- | ----------------------------- | ------------------------------------------ |
| «Sanchaek» (산책)                            | 2018 | —                             | —                             | Goyang Voice                               |
| «Poupelle de Chimney Town» (굴뚝마을의 푸펠) | 2021 | —                             | —                             | Poupelle de Chimney Town OST               |
| «Rain and You» (비와 당신)                   | 2021 | 11                            | 15                            | OST de la temporada 2 de Hospital Playlist |
| «Come Rest whith Me» (그대 잠시 내게)        | 2021 | 104                           | —                             | Now, We Are Breaking Up OST                |
| «Sweet» (스윗해)                             | 2022 | 169                           | —                             | OST de Propuesta laboral                   |
| «I Miss You»                                 | 2022 | —                             | 92                            | OST deYou Hee-yeol's Sketchbook            |
| «Three of Us» ( 세 사람 )                    | 2022 | —                             | 72                            | OST deYou Hee-yeol's Sketchbook            |
| "—" denota una grabación que no se registró. |      |                               |                               |                                            |

## Filmografía

### Programas de televisión
| Año  | Título        | Role               | notas                  | Ref.   |
| ---- | ------------- | ------------------ | ---------------------- | ------ |
| 2020 | Sing Again    | Concursante        | colocado tercero       | [ 18 ] |
| 2021 | Famous Singer | Miembro del elenco | Spin-off de Sing Again | [ 19 ] |
| 2022 | Baby Singer   | Maestro            |                        | [ 20 ] |

### Programas web
| Año  | Título            | Role      | Ref.   |
| ---- | ----------------- | --------- | ------ |
| 2022 | Lee Mujin Service | Anfitrión | [ 21 ] |

## Premios y nominaciones
| Ceremonia de premiación | Año  | Categoría                                      | Nominado                   | Resultado | Ref.   |
| ----------------------- | ---- | ---------------------------------------------- | -------------------------- | --------- | ------ |
| Gaon Chart Music Awards | 2022 | New Artist of the Year – Digital Music         | «Scent of the Day»         | Ganador   | [ 22 ] |
| Gaon Chart Music Awards | 2022 | Artist of the Year (Digital Music) – September | «Fall in Fall»             | Nominado  | [ 23 ] |
| Golden Disc Awards      | 2022 | Digital Song Bonsang                           | «Traffic Light»            | Ganador   | [ 24 ] |
| Golden Disc Awards      | 2022 | Seezn Most Popular Artist Award                | Lee Mu-jin                 | Nominado  | [ 25 ] |
| Hanteo Music Awards     | 2021 | Special Award – OST                            | Lee Mu-jin                 | Ganador   | [ 26 ] |
| Hanteo Music Awards     | 2021 | Artist Award – Male Solo                       | Lee Mu-jin                 | Nominado  | [ 27 ] |
| Korean Music Awards     | 2022 | Rookie of the Year                             | Lee Mu-jin                 | Nominado  | [ 28 ] |
| Korean Music Awards     | 2022 | Best Pop Song                                  | «Traffic Light»            | Nominado  | [ 28 ] |
| Korean Music Awards     | 2022 | Song of the Year                               | «Traffic Light»            | Nominado  | [ 28 ] |
| Melon Music Awards      | 2021 | Rookie of the Year                             | Lee Mu-jin                 | Ganador   | [ 29 ] |
| Melon Music Awards      | 2021 | Top 10 Artist Award                            | Lee Mu-jin                 | Ganador   | [ 29 ] |
| Melon Music Awards      | 2021 | Best OST Award                                 | Lee Mu-jin                 | Ganador   | [ 29 ] |
| Melon Music Awards      | 2021 | Best Male Artist                               | Lee Mu-jin                 | Nominado  | [ 30 ] |
| Melon Music Awards      | 2021 | Song of the Year                               | «Traffic Light»            | Nominado  | [ 30 ] |
| MAMA Awards             | 2021 | Best Vocal Performance                         | «Traffic Light»            | Nominado  | [ 31 ] |
| MAMA Awards             | 2021 | Best OST                                       | «Rain and you»             | Nominado  | [ 31 ] |
| MAMA Awards             | 2021 | Best Male Artist                               | Lee Mu-jin                 | Nominado  | [ 31 ] |
| MAMA Awards             | 2021 | Worldwide Fans' Choice Top 10                  | Lee Mu-jin                 | Nominado  | [ 31 ] |
| MAMA Awards             | 2022 | Mejor Performance Vocal                        | «When It Snows» (ft Heize) | Pendiente | [ 32 ] |
| Seoul Music Awards      | 2022 | Rookie of the Year                             | Lee Mu-jin                 | Ganador   | [ 33 ] |
| Seoul Music Awards      | 2022 | Popularity Award                               | Lee Mu-jin                 | Nominado  | [ 34 ] |
| Seoul Music Awards      | 2022 | K-wave Popularity Award                        | Lee Mu-jin                 | Nominado  | [ 34 ] |
| Seoul Music Awards      | 2022 | OST Award                                      | «Rain and You»             | Nominado  | [ 34 ] |

### Listas
| Editor | Año  | lista                 | Colocación | Ref.   |
| ------ | ---- | --------------------- | ---------- | ------ |
| Forbes | 2022 | Korea Power Celebrity | 35         | [ 35 ] |